# Orientierungslauf-Weltmeisterschaften 2015
Die 32. Orientierungslauf-Weltmeisterschaften fanden vom 1. bis 7. August 2015 in und um Inverness in Großbritannien statt.
Nach den Weltmeisterschaften 1976 und 1999 waren es die dritten Weltmeisterschaften im Vereinigten Königreich. Beide Male war Schottland Schauplatz. 1976 war Aviemore Austragungsort der Weltmeisterschaften, 1999 ebenfalls Inverness.

## Vergabe
Bis zum Einsendeschluss am 31. Januar 2011 hatten die Verbände des Vereinigten Königreichs und Schwedens ihre Bewerbung eingereicht. Schweden kandidierte mit dem an der norwegischen Grenze gelegenen Strömstad. Am 18. August 2011 gab der Weltverband IOF die Vergabe der Weltmeisterschaften an Großbritannien bekannt.

## Programm und Zeitplan
Das Wettkampfzentrum befand sich in Inverness am Campus des Inverness College.
| Tag       | Rennen                            | Ort         |
| --------- | --------------------------------- | ----------- |
| 31. Juli  | Sprintstaffel                     | Forres      |
| 1. August | Sprint (Qualifikation und Finale) | Nairn       |
| 2. August | Sprint (Kurzdistanz)              | Forres      |
| 4. August | Mitteldistanz                     | Darnaway    |
| 5. August | Staffel                           | Darnaway    |
| 7. August | Langdistanz                       | Glen Affric |

## Teilnehmende Nationen
Folgende Nationen nahmen an den 32. Orientierungslauf-Weltmeisterschaften teil:
| - Australien - Ägypten - Aserbaidschan - Belgien - Bulgarien - Chinesisch Taipeh - Dänemark - Deutschland - Estland - Finnland - Frankreich - Hongkong - Irland | - Israel - Italien - Japan - Kamerun - Kanada - Kolumbien - Kroatien - Lettland - Litauen - Moldau - Nepal - Neuseeland - Niederlande | - Nordkorea - Norwegen - Österreich - Polen - Portugal - Rumänien - Russland - Schweden - Schweiz - Slowenien - Slowakei - Spanien - Südafrika | - Südkorea - Tschechien - Türkei - Uganda - Ukraine - Ungarn - Vereinigte Staaten - Vereinigtes Königreich - Volksrepublik China - Belarus - Zypern |

## Ergebnisse
Am Nachmittag des 31. Juli 2015 fanden in der Küstenstadt Forres nordwestlich von Inverness die Sprint-Qualifikation statt. Es gab drei Qualifikationsrennen für Männer und drei Qualifikationsrennen für Frauen, bei denen 45 Teilnehmerinnen und 45 Teilnehmerinnen das letzte Rennen erreichten, bei dem es sich um die besten 15 Männer und 15 Frauen aus den einzelnen Qualifikationsrennen handelte. Bei den Frauen gewannen Maja Alm (Dänemark), Tove Alexandersson (Schweden) und Minna Kauppi (Finnland). Bei den Männern gewannen Yannick Michiels (Belgien), Kris Jones (Großbritannien) und Jerker Lysell (Schweden) zur gleichen Zeit wie Mårten Boström (Finnland).

### Sprint
| Männer                                                                 | Männer                                                                 | Männer                                                                 | Männer                                                                 | Männer                                                                 | Frauen                                                                 | Frauen                                                                 | Frauen                                                                 | Frauen                                                                 | Frauen                                                                 |
| ---------------------------------------------------------------------- | ---------------------------------------------------------------------- | ---------------------------------------------------------------------- | ---------------------------------------------------------------------- | ---------------------------------------------------------------------- | ---------------------------------------------------------------------- | ---------------------------------------------------------------------- | ---------------------------------------------------------------------- | ---------------------------------------------------------------------- | ---------------------------------------------------------------------- |
| - Streckenparameter: 4,1 km, 23 Bedienelemente, 25 m Höhenunterschied. | - Streckenparameter: 4,1 km, 23 Bedienelemente, 25 m Höhenunterschied. | - Streckenparameter: 4,1 km, 23 Bedienelemente, 25 m Höhenunterschied. | - Streckenparameter: 4,1 km, 23 Bedienelemente, 25 m Höhenunterschied. | - Streckenparameter: 4,1 km, 23 Bedienelemente, 25 m Höhenunterschied. | - Streckenparameter: 3,8 km, 21 Bedienelemente, 25 m Höhenunterschied. | - Streckenparameter: 3,8 km, 21 Bedienelemente, 25 m Höhenunterschied. | - Streckenparameter: 3,8 km, 21 Bedienelemente, 25 m Höhenunterschied. | - Streckenparameter: 3,8 km, 21 Bedienelemente, 25 m Höhenunterschied. | - Streckenparameter: 3,8 km, 21 Bedienelemente, 25 m Höhenunterschied. |
| Platz                                                                  | Land                                                                   | Athlet                                                                 | Zeit                                                                   | Differenz                                                              | Platz                                                                  | Land                                                                   | Athletin                                                               | Zeit                                                                   | Differenz                                                              |
| 1                                                                      | Schweden                                                               | Jonas Leandersson                                                      | 0:13:12                                                                |                                                                        | 1                                                                      | Dänemark                                                               | Maja Alm                                                               | 0:13:33                                                                |                                                                        |
| 2                                                                      | Schweiz                                                                | Martin Hubmann                                                         | 0:13:14                                                                | + 0:00:02                                                              | 2                                                                      | Ukraine                                                                | Nadija Wolynska                                                        | 0:14:12                                                                | + 0:00:40                                                              |
| 3                                                                      | Schweden                                                               | Jerker Lysell                                                          | 0:13:17                                                                | + 0:00:05                                                              | 3                                                                      | Russland                                                               | Galina Wladimirowna Winogradowa                                        | 0:14:25                                                                | + 0:00:52                                                              |
| 4                                                                      | Finnland                                                               | Mårten Boström                                                         | 0:13:20                                                                | + 0:00:08                                                              | 4                                                                      | Schweiz                                                                | Sara Luescher                                                          | 0:14:27                                                                | + 0:00:54                                                              |
| 5                                                                      | Belgien                                                                | Yannick Michiels                                                       | 0:13:20                                                                | + 0:00:08                                                              | 5                                                                      | Australien                                                             | Hanny Allston                                                          | 0:14:27                                                                | + 0:00:54                                                              |
| 6                                                                      | Schweiz                                                                | Daniel Hubmann                                                         | 0:13:21                                                                | + 0:00:09                                                              | 6                                                                      | Finnland                                                               | Minna Kauppi                                                           | 0:14:27                                                                | + 0:00:55                                                              |
| Offizielle Ergebnisse::                                                |                                                                        |                                                                        |                                                                        |                                                                        |                                                                        |                                                                        |                                                                        |                                                                        |                                                                        |

### Sprintstaffel (gemischt)
Am frühen Abend des 1. August 2015 fand im windigen Nairn ein gemischtes Staffellaufrennen statt. 32 gemischte Staffeln kämpften in diesem Jahr um die erste Meisterschaftsmedaille. Die Anlage befand sich im Zentrum der Altstadt mit vielen engen Gassen mit Parks und Sanddünen. Das schnelle Rennen gewann die dänische Staffel vor der norwegischen auf dem zweiten Platz und der russischen Staffel auf dem dritten Platz. Verteidiger des letztjährigen Titels aus der Schweiz verloren die Medaille ganz am Ende, als die Finisherin Judith Wyder, die völlig vom Kurs abgekommen war, für Norwegen und Russland nicht ausreichte.
| - Streckenparameter: 3,8 - 4,3 km, 40-45 m Höhenunterschied, 20-24 Kontrollen |          |                                                                                        |         |           |
| Platz                                                                         | Land     | Athlet                                                                                 | Zeit    | Differenz |
| 1                                                                             | Dänemark | Emma Klingenberg Tue Lassen Søren Bobach Maja Alm                                      | 1:00:54 |           |
| 2                                                                             | Norwegen | Elise Egseth Hakon Jarvis Westergard Øystein Kvaal Østerbø Anne Margrethe Hausken      | 1:02:15 | + 0:01:21 |
| 3                                                                             | Russland | Tatjana Jurjewna Rjabkina Gleb Tichonow Andrej Chramow Galina Wladimirowna Winogradowa | 1:02:20 | + 0:01:26 |
| 4                                                                             | Schweiz  | Rahel Friederich Martin Hubmann Matthias Kyburz Judith Wyder                           | 1:02:25 | + 0:01:31 |
| 5                                                                             | Schweden | Lilian Forsgren Jerker Lysell Jonas Leandersson Karolin Ohlsson                        | 1:02:32 | + 0:01:38 |
| 6                                                                             | Finnland | Jenny Patanao Severi Kymalainen Marten B Boström Merja Rantanen                        | 1:02:59 | + 0:02:05 |
| Offizielle Ergebnisse::                                                       |          |                                                                                        |         |           |

### Mitteldistanz
Das Mittelstrecken- und Staffellauf fand in Darnaway statt, das ein einzigartiges Terrain in einem  Waldgebiet bot mit vielen unterschiedlichen Baumarten jeder Altersform (Kiefer, Buche, Eiche, Lärche, Tanne, Hemlocktanne). Das Gelände war bis auf die steilen Hänge an den Seiten des Findhorns relativ flach und hatte viele charakteristische Merkmale mit einer welligen Kontur, die sich aus den geologisch entstandenen Gletschermoränen ergibt. Vorteilhaft war ein fast vollständiges Fehlen von Steinen und ein dichtes Netz von Wegen.
| Männer                                                                  | Männer                                                                  | Männer                                                                  | Männer                                                                  | Männer                                                                  | Frauen                                                                  | Frauen                                                                  | Frauen                                                                  | Frauen                                                                  | Frauen                                                                  |
| ----------------------------------------------------------------------- | ----------------------------------------------------------------------- | ----------------------------------------------------------------------- | ----------------------------------------------------------------------- | ----------------------------------------------------------------------- | ----------------------------------------------------------------------- | ----------------------------------------------------------------------- | ----------------------------------------------------------------------- | ----------------------------------------------------------------------- | ----------------------------------------------------------------------- |
| - Streckenparameter: 6,2 km, 25 Bedienelemente, 240 m Höhenunterschied. | - Streckenparameter: 6,2 km, 25 Bedienelemente, 240 m Höhenunterschied. | - Streckenparameter: 6,2 km, 25 Bedienelemente, 240 m Höhenunterschied. | - Streckenparameter: 6,2 km, 25 Bedienelemente, 240 m Höhenunterschied. | - Streckenparameter: 6,2 km, 25 Bedienelemente, 240 m Höhenunterschied. | - Streckenparameter: 5,3 km, 21 Bedienelemente, 200 m Höhenunterschied. | - Streckenparameter: 5,3 km, 21 Bedienelemente, 200 m Höhenunterschied. | - Streckenparameter: 5,3 km, 21 Bedienelemente, 200 m Höhenunterschied. | - Streckenparameter: 5,3 km, 21 Bedienelemente, 200 m Höhenunterschied. | - Streckenparameter: 5,3 km, 21 Bedienelemente, 200 m Höhenunterschied. |
| Platz                                                                   | Land                                                                    | Athlet                                                                  | Zeit                                                                    | Differenz                                                               | Platz                                                                   | Land                                                                    | Athletin                                                                | Zeit                                                                    | Differenz                                                               |
| 1                                                                       | Schweiz                                                                 | Daniel Hubmann                                                          | 0:34:23                                                                 |                                                                         | 1                                                                       | Schweden                                                                | Annika Billstam                                                         | 0:35:46                                                                 |                                                                         |
| 2                                                                       | Frankreich                                                              | Lucas Basset                                                            | 0:34:26                                                                 | + 0:00:03                                                               | 2                                                                       | Finnland                                                                | Merja Rantanen                                                          | 0:36:36                                                                 | + 0:00:50                                                               |
| 3                                                                       | Schweden                                                                | Olle Bostrom                                                            | 0:34:36                                                                 | + 0:00:13                                                               | 3                                                                       | Schweden                                                                | Emma Johansson                                                          | 0:37:04                                                                 | + 0:01:18                                                               |
| 4                                                                       | Norwegen                                                                | Magne Daehli                                                            | 0:34:49                                                                 | + 0:00:26                                                               | 4                                                                       | Dänemark                                                                | Ida Bobach                                                              | 0:37:32                                                                 | + 0:01:46                                                               |
| 5                                                                       | Schweiz                                                                 | Fabian Hertner                                                          | 0:34:58                                                                 | + 0:00:35                                                               | 5                                                                       | Vereinigtes Königreich                                                  | Catherine Taylor                                                        | 0:37:45                                                                 | + 0:01:59                                                               |
| 6                                                                       | Ukraine                                                                 | Oleksandr Kratow                                                        | 0:35:08                                                                 | + 0:00:45                                                               | 6                                                                       | Ukraine                                                                 | Nadija Wolynska                                                         | 0:37:54                                                                 | + 0:02:08                                                               |
| Offizielle Ergebnisse::                                                 |                                                                         |                                                                         |                                                                         |                                                                         |                                                                         |                                                                         |                                                                         |                                                                         |                                                                         |

### Staffel
| Männer                                                                             | Männer                                                                             | Männer                                                                             | Männer                                                                             | Männer                                                                             | Frauen                                                                 | Frauen                                                                 | Frauen                                                                 | Frauen                                                                 | Frauen                                                                 |
| ---------------------------------------------------------------------------------- | ---------------------------------------------------------------------------------- | ---------------------------------------------------------------------------------- | ---------------------------------------------------------------------------------- | ---------------------------------------------------------------------------------- | ---------------------------------------------------------------------- | ---------------------------------------------------------------------- | ---------------------------------------------------------------------- | ---------------------------------------------------------------------- | ---------------------------------------------------------------------- |
| - Streckenparameter: 6,9 - 7,05 km, 23 - 25 Bedienelemente, 180 m Höhenunterschied | - Streckenparameter: 6,9 - 7,05 km, 23 - 25 Bedienelemente, 180 m Höhenunterschied | - Streckenparameter: 6,9 - 7,05 km, 23 - 25 Bedienelemente, 180 m Höhenunterschied | - Streckenparameter: 6,9 - 7,05 km, 23 - 25 Bedienelemente, 180 m Höhenunterschied | - Streckenparameter: 6,9 - 7,05 km, 23 - 25 Bedienelemente, 180 m Höhenunterschied | - Parameter: 6,0 - 6,15 km, 20 - 22 Kontrollen, 140 m Höhenunterschied | - Parameter: 6,0 - 6,15 km, 20 - 22 Kontrollen, 140 m Höhenunterschied | - Parameter: 6,0 - 6,15 km, 20 - 22 Kontrollen, 140 m Höhenunterschied | - Parameter: 6,0 - 6,15 km, 20 - 22 Kontrollen, 140 m Höhenunterschied | - Parameter: 6,0 - 6,15 km, 20 - 22 Kontrollen, 140 m Höhenunterschied |
| Platz                                                                              | Land                                                                               | Athlet                                                                             | Zeit                                                                               | Differenz                                                                          | Platz                                                                  | Land                                                                   | Athletin                                                               | Zeit                                                                   | Differenz                                                              |
| 1                                                                                  | Schweiz                                                                            | Fabian Hertner Daniel Hubmann Matthias Kyburz                                      | 1:41:40                                                                            |                                                                                    | 1                                                                      | Dänemark                                                               | Maja Alm Ida Bobach Emma Klingenberg                                   | 1:49:06                                                                |                                                                        |
| 2                                                                                  | Norwegen                                                                           | Øystein Kvaal Østerbø Carl Godager Kaas Magne Daehli                               | 1:43:30                                                                            | + 0:01:50                                                                          | 2                                                                      | Norwegen                                                               | Heidi Bagstevold Mari Fasting Anne Margrethe Hausken                   | 1:52:08                                                                | + 0:03:02                                                              |
| 3                                                                                  | Frankreich                                                                         | Vincent Coupat Lucas Basset Frédéric Tranchand                                     | 1:43:52                                                                            | + 0:02:12                                                                          | 3                                                                      | Schweden                                                               | Helena Jansson Annika Billstam Emma Johansson                          | 1:52:17                                                                | + 0:03:11                                                              |
| 4                                                                                  | Vereinigtes Königreich                                                             | Scott Fraser Graham Gristwood Ralph Street                                         | 1:44:29                                                                            | + 0:02:49                                                                          | 4                                                                      | Finnland                                                               | Saila Kinni Merja Rantanen Minna Kauppi                                | 1:52:41                                                                | + 0:03:35                                                              |
| 5                                                                                  | Tschechien                                                                         | Jan Procházka Jan Šedivý Vojtěch Král                                              | 1:45:25                                                                            | + 0:03:45                                                                          | 5                                                                      | Schweiz                                                                | Julia Gross Judith Wyder Sara Luescher                                 | 1:54:14                                                                | + 0:05:08                                                              |
| 6                                                                                  | Estland                                                                            | Sander Vaher Lauri Sild Timo Sild                                                  | 1:45:39                                                                            | + 0:03:59                                                                          | 6                                                                      | Tschechien                                                             | Denisa Kosová Adéla Indráková Jana Knapová                             | 1:57:49                                                                | + 0:08:43                                                              |
| Offizielle Ergebnisse::                                                            |                                                                                    |                                                                                    |                                                                                    |                                                                                    |                                                                        |                                                                        |                                                                        |                                                                        |                                                                        |

### Langdistanz
Die lange Strecke führte nach Glen Affrick in die größten Kiefernwälder des Landes, wo es keine Pfade oder Pfade gibt. Das Relief ist eine Mischung aus Gebieten mit natürlichen halboffenen und dichter gepflanzten Nadelbäumen. Die Vegetation der Laufflächen bestand aus Heidekraut, hohem Sommergras und vielen Sümpfen am Hang.
Am letzten Tag der Weltmeisterschaften gelang der 24-jährigen Ida Bobach der schnellste auf der Langstrecke der Frauen und sicherte ihrem Land damit die vierte dänische Goldmedaille bei den Meisterschaften. Ida Bobach selbst hat zu zwei der Goldmedaillen beigetragen.
Der Franzosen Thierry Gueorgiou erreichte den Sieg bei den Männern und half seiner Nationalmannschaft damit auf den vierten Platz der Länderwertung, während der Zweitplatzierte, Daniel Hubmann, der Schweiz den zweiten Platz im Gesamtsieg sicherte.
| Männer                                                                   | Männer                                                                   | Männer                                                                   | Männer                                                                   | Männer                                                                   | Frauen                                                                    | Frauen                                                                    | Frauen                                                                    | Frauen                                                                    | Frauen                                                                    |
| ------------------------------------------------------------------------ | ------------------------------------------------------------------------ | ------------------------------------------------------------------------ | ------------------------------------------------------------------------ | ------------------------------------------------------------------------ | ------------------------------------------------------------------------- | ------------------------------------------------------------------------- | ------------------------------------------------------------------------- | ------------------------------------------------------------------------- | ------------------------------------------------------------------------- |
| - Streckenparameter: 15,4 km, 32 Bedienelemente, 660 m Höhenunterschied. | - Streckenparameter: 15,4 km, 32 Bedienelemente, 660 m Höhenunterschied. | - Streckenparameter: 15,4 km, 32 Bedienelemente, 660 m Höhenunterschied. | - Streckenparameter: 15,4 km, 32 Bedienelemente, 660 m Höhenunterschied. | - Streckenparameter: 15,4 km, 32 Bedienelemente, 660 m Höhenunterschied. | - Streckenparameter: 9.725 km, 19 Bedienelemente, 440 m Höhenunterschied. | - Streckenparameter: 9.725 km, 19 Bedienelemente, 440 m Höhenunterschied. | - Streckenparameter: 9.725 km, 19 Bedienelemente, 440 m Höhenunterschied. | - Streckenparameter: 9.725 km, 19 Bedienelemente, 440 m Höhenunterschied. | - Streckenparameter: 9.725 km, 19 Bedienelemente, 440 m Höhenunterschied. |
| Platz                                                                    | Land                                                                     | Athlet                                                                   | Zeit                                                                     | Differenz                                                                | Platz                                                                     | Land                                                                      | Athletin                                                                  | Zeit                                                                      | Differenz                                                                 |
| 1                                                                        | Frankreich                                                               | Thierry Gueorgiou                                                        | 1:39:46                                                                  |                                                                          | 1                                                                         | Dänemark                                                                  | Ida Bobach                                                                | 1:15:35                                                                   |                                                                           |
| 2                                                                        | Schweiz                                                                  | Daniel Hubmann                                                           | 1:40:11                                                                  | + 0:00:25                                                                | 2                                                                         | Norwegen                                                                  | Mari Fasting                                                              | 1:18:19                                                                   | + 0:02:44                                                                 |
| 3                                                                        | Norwegen                                                                 | Olav Lundanes                                                            | 1:40:43                                                                  | + 0:00:57                                                                | 3                                                                         | Russland                                                                  | Swetlana Nikolajewna Mironowa                                             | 1:18:39                                                                   | + 0:03:04                                                                 |
| 4                                                                        | Frankreich                                                               | Frédéric Tranchand                                                       | 1:41:26                                                                  | + 0:01:40                                                                | 4                                                                         | Schweden                                                                  | Tove Alexandersson                                                        | 1:18:46                                                                   | + 0:03:11                                                                 |
| 5                                                                        | Schweiz                                                                  | Fabian Hertner                                                           | 1:41:44                                                                  | + 0:01:58                                                                | 5                                                                         | Russland                                                                  | Natalia Vinogradowa                                                       | 1:19:01                                                                   | + 0:03:26                                                                 |
| 6                                                                        | Schweiz                                                                  | Matthias Kyburz                                                          | 1:42:21                                                                  | + 0:02:35                                                                | 6                                                                         | Vereinigtes Königreich                                                    | Catherine Taylor                                                          | 1:19:36                                                                   | + 0:04:01                                                                 |
| Offizielle Ergebnisse::                                                  |                                                                          |                                                                          |                                                                          |                                                                          |                                                                           |                                                                           |                                                                           |                                                                           |                                                                           |

## Medaillenspiegel
Komplette Medaillentabelle
| Medaillenklassifizierung nach Ländern | Medaillenklassifizierung nach Ländern | Medaillenklassifizierung nach Ländern | Medaillenklassifizierung nach Ländern | Medaillenklassifizierung nach Ländern | Medaillenklassifizierung nach Ländern |
| Platz                                 | Land                                  | Gold                                  | Silber                                | Bronze                                | Gesamt                                |
| ------------------------------------- | ------------------------------------- | ------------------------------------- | ------------------------------------- | ------------------------------------- | ------------------------------------- |
| 1.                                    | Dänemark                              | 4                                     | -                                     | -                                     | 4                                     |
| 2.                                    | Schweiz                               | 2                                     | 2                                     | -                                     | 4                                     |
| 3.                                    | Schweden                              | 2                                     | -                                     | 4                                     | 6                                     |
| 4.                                    | Frankreich'                           | 1                                     | 1                                     | 1                                     | 3                                     |
| 5.                                    | Norwegen                              | -                                     | 4                                     | 1                                     | 5                                     |
| 6.                                    | Finnland                              | -                                     | 1                                     | -                                     | 1                                     |
| 6.                                    | Ukraine                               | -                                     | 1                                     | -                                     | 1                                     |
| 8.                                    | Russland                              | -                                     | -                                     | 3                                     | 3                                     |